# 塞博耶塔 (新墨西哥州)
塞博耶塔（英語：Seboyeta）是位於美國新墨西哥州錫沃拉縣的普查規定居民點。

## 人口
根據2020年美國人口普查的數據，塞博耶塔的面積為6.92平方千米，皆為陸地。當地共有人口164人，而人口密度為每平方千米23.7人。